# Cytokineze

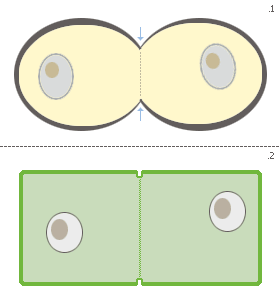
Cytokineze, nahoře zaškrcením a dole tvorbou přehrádky

Cytokineze je děj, při kterém se mateřská buňka fyzicky rozdělí na dvě dceřiné buňky. V případě mitózy jsou buňky identické, v případě meiózy si jsou sesterské. Je to závěrečná fáze komplikovaného procesu buněčného dělení.

## Způsoby cytokineze
Buňky rostlin, hub, živočichů, prvoků či bakterií jsou navzájem poměrně odlišné a vyžadují odlišný přístup. Proto je logické, že v průběhu evoluce života vzniklo vícero strategií.
- Zaškrcení (např. živočišné buňky) – proces připomíná zaškrcení od krajů do středu
- Přehrádečné dělení (u rostlinných buněk) – ve středu vzniká střední lamela (destička) vzniká od středu ke kraji
- Pučení (někteří prvoci, kvasinky) – na mateřské buňce vznikne pupen, jenž se oddělí a později doroste
- Volné novotvoření (typické u hub)